# Moravská pohraniční dráha

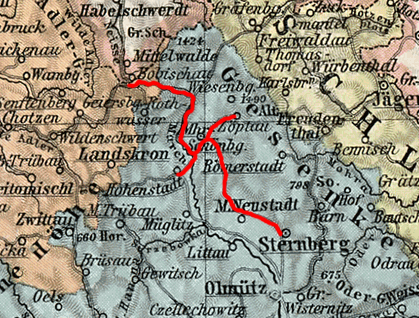
Síť tratí MGB.

Moravská pohraniční dráha (německy k.k. privilegierte Mährische Grenzbahn, zkratka MGB) byla privátní železniční společnost v Rakousko-Uhersku, která v letech 1872–1874 postavila tratě mezi Šternberkem, Šumperkem, Zábřehem a Lichkovem. Získala též dráhu ze Šumperka do Sobotína, která byla postavena už dříve.

## Historie
Hlavními členy konsorcia vlastníků byla sobotínská firma bratří Kleinů a šumperská rodina Oberleithnerů. Koncese na stavbu dráhy jim byla udělena v roce 1871. Zajímavé je, že Kleinové nezadali stavbu své vlastní stavební firmě, která postavila po celé monarchii tisíce kilometrů tratí, ale vídeňské firmě Wiener Eisenbahnen Baugesellschaft, ta však po půl roce zkrachovala a stavbu dokončilo podnikatelství bratří Kleinů. Na stavbě však pracovali většinou dělníci z Itálie. Stavba byla dokončena v roce 1874.
Firma byla známá svou nevybíravou cenovou politikou, kvůli níž nebyly její osobní vlaky příliš využívány a měla význam především v dopravě nákladní.
Záhy po otevření kmenových tratí zasáhla rakouskou ekonomiku hluboká hospodářská krize po krachu na vídeňské burze, k němuž došlo v roce 1873. Situaci společnosti zhoršil propad výkonu regionálního průmyslu a neochota parlamentu sanovat schodkové hospodaření firmy. Již roku 1883 převzaly provoz na tratích MGB státní Kk.StB a zákonem z listopadu 1894 byla pak celá firma k 1. lednu 1895 zestátněna.